# Vincent Ricard
Vincent Ricard (né le 2 juillet 1985 à Nantes) est un bobeur français. Il participe aux Jeux olympiques d'hiver de 2014 et de 2018. Il est licencié au club de bobsleigh de Macôt La Plagne en Savoie. Il est également ingénieur aéronautique diplômé de l'École nationale supérieure d'arts et métiers, il travaille depuis 2011 chez SNECMA,.

## Biographie
Issu du rugby, Vincent Ricard découvre le bobsleigh lors des Jeux olympiques d'hiver de 2006 à Turin.
Il participe pour la première fois aux Championnats du monde de la FIBT en 2011, se classant 27e, avant de passer au bob à quatre.
Il participe pour la première fois à la Coupe du monde de bobsleigh en janvier 2012.
Aux Jeux olympiques d'hiver de 2014, il fait équipe avec le pilote Thibault Godefroy, Jérémy Baillard et Jérémie Boutherin dans l'équipe France-2 pour l’épreuve de bob à quatre hommes. Ils finissent à la 23e place, avec un temps total de 2 min 48 s 99 ; l'équipe France-1 finissant elle à la 17e place.
En mars 2015, il signe sa meilleure performance au championnat du monde à Winterberg avec une 21e place.
Dans l'épreuve à quatre hommes, sa meilleure place Coupe du monde de bobsleigh est 6e à Whistler en novembre 2017. En décembre 2017, la même équipe finit à la 14e place.